# Спраул, Роберт Чарльз
Роберт Чарльз Спраул (Спроул, англ. Robert Charles Sproul [sproʊl]; 13 февраля 1939, Питтсбург, Пенсильвания — 14 декабря 2017, Алтамонте-Спрингс, Флорида) — американский кальвинистский теолог и пастор. Он является основателем и председателем просветительской миссионерской организации «Лигонье» которая имеет при себе христианскую школу, колледж, семинарию и радиопрограмму «Обновление ума», которую ведёт Роберт Чарльз Спраул[уточнить].

## Образование и карьера
В 1961 году окончил Вестминстерский колледж и получил степень бакалавра искусств. В 1964 году окончил Питтсбургскую теологическую семинарию, где ему присвоили степень магистра служения. В 1969 году окончил Амстердамский свободный университет со степенью магистра богословия. В 2001 году получил докторскую степень, закончив обучение в Уайтфильдской теологической семинарии. Для него было большим испытанием выучить голландский язык во время своей учёбы в Голландии. Преподавал в многочисленных колледжах и семинариях, в том числе в Реформатской теологической семинарии в Орландо (Флорида) и Джексон (Миссисипи), и в Теологической семинарии Нокса.
Долгое время являлся старшим пастором по проповеди и преподаванию в Часовне Св. Андрея в Санфорде, штат Флорида. В 1965 году он был рукоположен в пастора в Объединённой пресвитерианской церкви США. Но в 1975 году в связи с курсом на либерализм в этой церкви, перешёл в Пресвитерианскую церковь Америки. Спрол также являлся членом совета Альянса исповедующих евангелистов.
Скончался 14 декабря 2017 года на 79-м году жизни.

## Богословские взгляды
Спраул — горячий сторонник кальвинизма в своих многочисленных печатных, аудио и видео изданиях. Он также известен своей пропагандой томизма и эвидентиализма в подходе к христианской апологетике, и отказом от пресуппозиционизма. Доминирующими темами его радиопрограмм «Обновление ума» являются темы святости и суверенности Бога.
В 1994 году он выступил с критикой экуменического документа, подписанного между протестантами и католиками.

## Публикации
Спраул написал такую известную работу, как «Святость Бога», она считается современной классикой по вопросу характера отношений человека с Богом. Книга «Не случайно: Миф шанс в современной науке и космологии» была высоко оценена теми, кто отвергает материализм, с этим выступали некоторые члены научного сообщества. Спрол является плодовитым автором, написавшим более 60 книг и множество статей на евангельскую тематику. Он подписал в 1978 году Чикагское «Заявление о библейской непогрешимости», а также подтвердил собственную традиционную точку зрения на библейские непогрешимость, написав комментарии к «заявлению» под названием «Объясняя непогрешимость».

## Список книг
- Свят, Свят, Свят Провозглашение Совершенства Бога
- Кто такой Иисус?
- Можно ли доверять Библии?
- Как мне жить в этом мире?
- Молитва ли изменить положение вещей?
- Молитва Господа
- 16 Лекций по посланию к Римлянам
- Три философские школы
- Лишь настоящее имеет значение
- Пелагианское пленение церкви
- Не случайно: Миф шанс в современной науке и космологии
- Правда Креста
- Вкус Неба
- Святость Бога
- Если есть Бог, то почему есть атеисты?
- Сортировка по Богу
- Тайна Святого Духа
- Угождать Богу
- Вот это хороший вопрос!
- Желание верить: Споры по воле
- Основные истинной христианской веры
- Евангелие от Бога: Экспозиция римлян
- Последние дни словами Иисуса
- Любимы Богом
- Верой единой
- Защита вашей веры: Введение в апологетику